# Zdál se mi zase ten stejný sen
Zdál se mi zase ten stejný sen (japonsky また、同じ夢を見ていた, Mata, onadži jume o miteita) je japonský román vydaný v únoru 2016, který napsal/a Joru Sumino a ilustroval/a loundraw. Stejnojmenná manga adaptace, kterou ilustrovala Izumi Kirihara, byla vydávána v časopise Gekkan Action nakladatelství Futabaša od září 2017 do srpna 2018 a sesbírána do 3 samostatných svazků. V Česku byla manga vydávána od května do června 2022 společností Knihy Dobrovský.

## Média

### Román
Román, který napsal/a Joru Sumino a ilustroval/a loundraw, byl vydán 19. února 2016 nakladatelstvím Futabaša. V Severní Americe byl vydán nakladatelstvím Seven Seas Entertainment 12. března 2020 v digitální podobě a 7. července 2020 v tištěné podobě. V Česku dosud vydán nebyl.

### Manga
Manga, kterou ilustrovala Izumi Kirihara, byla vydávána od 23. září 2017 do 25. srpna 2018 v časopise Gekkan Action. Sesbírána byla do 3 svazků, které byly vydávány mezi 12. březnem a 12. zářím 2018. V Česku byla vydávána od 27. dubna do 29. června 2022 společností Knihy Dobrovský pod nakladatelskou značkou GATE. V Severní Americe byla vydána nakladatelstvím Seven Seas Entertainment 7. července 2019 jako jeden svazek.

#### Seznam svazků
| Č. | Původní datum vydání | Původní ISBN      | České datum vydání | České ISBN        |
| -- | -------------------- | ----------------- | ------------------ | ----------------- |
| 1  | 12. března 2018      | 978-4-57-585118-2 | 27. dubna 2022     | 978-80-277-1237-3 |
| 2  | 12. června 2018      | 978-4-57-585184-7 | 1. června 2022     | 978-80-277-1238-0 |
| 3  | 12. září 2018        | 978-4-57-585216-5 | 29. června 2022    | 978-80-277-1239-7 |

## Přijetí
Román se umístil na 9. místě týdenního žebříčku knih Oricon z 29. února 2016.
Manga byla v roce 2021 nominována na Eisnerovu cenu za nejlepší americkou edici zahraniční publikace v kategorii asijských publikací.